# Lago La'nga Co
El lago Rakshastal o Rakshas Tal (en tibetano: ལག་ངར་མཚོ་, transcrito oficialmente como La'nga Co y en transliteración Wylie: lag-ngar-mtsho; en en chino tradicional, 拉昂错; pinyin, Lā'áng Cuò) es un lago de China localizado en la Región Autónoma del Tíbet, muy cerca del lago Mana Sarovar (4 km al este) y del monte Kailash. En este lago se origina el río Sutlej, en su extremo noroeste.
A pesar de su proximidad al lago Mana Sarovar, el lago Rakshastal no comparte la tradición de culto con su vecino del este. Nombrado como «el lago del rakshasa (monstruo caníbal)», el lago es considerado como la residencia de Ravana, el rey demonio  de Lanka de diez cabezas en el mito hindú. En el budismo, el lago Mana Sarovar, que es redondo como el Sol, y el lago Rakshastal, con forma de media luna, son considerados, respectivamente, como el «brillo» y la «oscuridad».

## Geografía
Comprende un área total de 360 km², a una altitud de 4541 m. Originalmente unido al lago Mana Sarovar y más tarde separado por movimientos geológicos, todavía está conectado con el lago Mana Sarovar (a 4604 m) por un canal natural, el Ganga Chhu, de 12 km de longitud. Aunque ausente de pastizales cercanos, los guijarros blancos, las colinas y la isla coloreada de rojo oscuro y el profundo azul del agua del lago muestran otra imagen, distintiva, ausente de muchos de los lugares más frecuentados por los visitantes. Sin embargo, a pesar de su poca notoriedad, el lago Rakshastal no tiene menos belleza que otros lagos del Tíbet. 
Su agua salada, que contrasta fuertemente con el agua dulce del lago Mana Sarovar, no produce plantas acuáticas o peces, y es considerada venenosa por la población local. En el lago Rakshastal hay cuatro islas: Topserma (Dose), Dola, Lachato (Nadzhado) y Dosharba. Las dos islas más grandes, Topserma y Dale, están siendo estudiadas. Las islas son visitadas por la población local sólo durante el período de invierno en que el agua permanece helada y se utilizan como pastos de invierno para los yaks.

## Historia
Según la mitología hindú, este lago fue creado para Rávana, el rey de los demonios rākshasas, por el propósito expreso de obtener superpopoderes mediante actos de devoción y meditación al dios Shivá, que presidía en el cercano monte Kailash. Según el texto épico Ramaiana, el joven Rávana llevó a cabo una terrible penitencia que duró mil años, para complacer a Shivá. Como Shivá no apareció ante él, Rávana —que tenía diez cabezas— se cortó una cabeza y meditó durante otros mil años. Shivá tampoco se apareció ante él, por lo que Rávana se cortó otra cabeza y meditó otros mil años; y así sucesivamente hasta que estuvo a punto de cortar la última cabeza. Entonces Shivá apareció. Él se sintió satisfecho con el pedido de Rávana, de obtener fuerza inmensa riqueza y conocimiento sobre armas. Este lago se creó como contraste con el Mana Sarovar, el lago sagrado creado por los dioses.